# Cap hornier

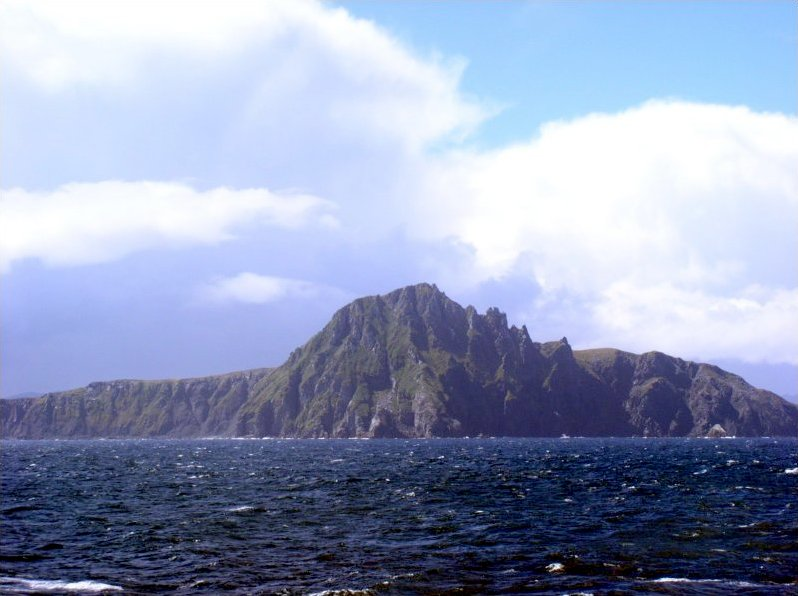
Vista del Cabo de Hornos.

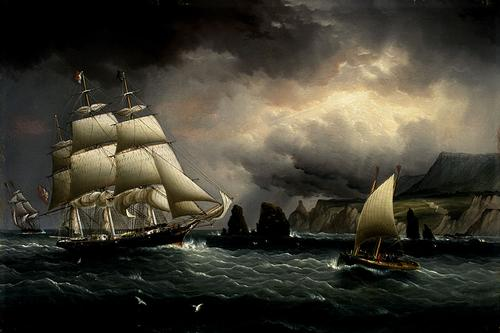
Un clipper en 1860.

Un cap hornier (en plural, cap horniers) es un buque que ha cruzado el meridiano del Cabo de Hornos en uno u otro sentido y por extensión, también se designa así a los capitanes y tripulaciones de estas embarcaciones.

## Historia
La independencia de los países americanos, el descubrimiento de oro en California (1848) y la explotación del guano y el salitre de Perú y Chile generaron un gran tráfico marítimo entre Europa y la costa oeste de América. Este tráfico fue cubierto inicialmente por veleros de casco de madera, muy veloces, los llamados  clippers y luego por grandes veleros de hierro. Todos empleaban la peligrosa ruta del cabo de Hornos, pues la del estrecho de Magallanes con sus dos angosturas, fuertes corrientes y temibles vientos  williwaws les impedían maniobrar con seguridad. Para visualizar la magnitud de este tráfico podemos mencionar que investigadores navales han estimado que entre los años 1850 y 1920, más de 10 000 naves zarparon hacia California empleando la ruta del cabo de Hornos.
La apertura del Canal de Panamá y el inicio de la Primera Guerra Mundial, ambos acontecimientos ocurridos en 1914, tuvieron gran repercusión en el tráfico marítimo mundial. Desde esa fecha comenzó la declinación del tráfico por la ruta del cabo de Hornos.
En los círculos marinos de la época, la fama de los capitanes que mandaban estos veleros se traspasaba a su tripulación, a su barco, a su armador y a su país. Estas naves y por extensión sus capitanes y tripulaciones eran denominados cap horniers.